# تیساپالکونیا
تیساپالکونیا (به مجاری:  Tiszapalkonya) یک شهرداری در مجارستان است که در بورشود-آبااوی-زمپلن واقع شده‌است. تیساپالکونیا ۱۳٫۴۹ کیلومتر مربع مساحت و ۱٬۵۲۳ نفر جمعیت دارد.